# Nati nel 1789
| Questa pagina contiene informazioni ricavate automaticamente dalle voci biografiche con l'ausilio del template Bio e di un bot. L'aggiornamento è periodico e automatico e ricostruisce completamente la pagina. Se manca una persona in questa lista, sei pregato di non aggiungerla, ma accertati piuttosto che la sua voce biografica contenga il template Bio e che i dati anagrafici siano correttamente compilati. Se il template Bio manca, inseriscilo tu stesso o, in alternativa, metti l'avviso {{tmp\|Bio}} che ne segnala la mancanza. Se i dati riportati sono sbagliati, correggi direttamente la voce biografica; le modifiche saranno visibili in questa lista entro pochi giorni. Per chiarimenti vedi il progetto biografie. La lista contiene solo le 222 persone che sono citate nell'enciclopedia e per le quali è stato implementato correttamente il template Bio. Pagina aggiornata al 10 lug 2025. |

## Gennaio(15)
- 3 gennaio - Carl Gustav Carus, fisiologo e pittore tedesco († 1869)
- 4 gennaio - Benjamin Lundy, oratore e giornalista statunitense († 1839)
- 4 gennaio - Alphonse Henri d'Hautpoul, politico e militare francese († 1865)
- 6 gennaio - Giuseppe Andreoli, presbitero e patriota italiano († 1822)
- 7 gennaio - Dmitrij Vasil'evič Daškov, politico russo († 1839)
- 9 gennaio - Louis Dupré, pittore francese († 1837)
- 12 gennaio - Davide Banderali, tenore italiano († 1849)
- 12 gennaio - Ettore Perrone di San Martino, nobile, politico e generale italiano († 1849)
- 12 gennaio - Giuseppe Rosati, missionario e vescovo cattolico italiano († 1843)
- 17 gennaio - Maria Domenica Brun Barbantini, religiosa italiana († 1868)
- 17 gennaio - Emmanuele Antonio Cicogna, storico italiano († 1868)
- 22 gennaio - Luca Passi, presbitero italiano († 1866)
- 23 gennaio - Marco Bordogni, tenore italiano († 1856)
- 26 gennaio - Carl Friedrich Kotschy, teologo e botanico austriaco († 1856)
- 28 gennaio - William Stephen Gilly, scrittore, viaggiatore e presbitero britannico († 1855)

## Febbraio(15)
- 1º febbraio - Pietro Odescalchi, letterato italiano († 1856)
- 2 febbraio - Carl Alexander Heideloff, architetto tedesco († 1865)
- 4 febbraio - Ignazio Costa della Torre, politico e magistrato italiano († 1872)
- 4 febbraio - Giovan Battista Mazzoni, imprenditore e politico italiano († 1867)
- 5 febbraio - Thomas John Cochrane, ammiraglio scozzese († 1872)
- 7 febbraio - Bernardo de La Charrière, magistrato e politico italiano († 1850)
- 9 febbraio - Franz Xaver Gabelsberger, inventore tedesco († 1849)
- 15 febbraio - Frederic Ernst Fesca, violinista e compositore tedesco († 1826)
- 18 febbraio - Manuel de Mier y Terán, generale messicano († 1832)
- 20 febbraio - Eleuterio Felice Foresti, patriota e diplomatico italiano († 1858)
- 22 febbraio - Alessandro Franceschi, scultore italiano († 1834)
- 25 febbraio - Hendrik Arent Hamaker, assiriologo, filologo e orientalista olandese († 1835)
- 25 febbraio - Carlo Zucchi, architetto, incisore e scenografo italiano († 1849)
- 27 febbraio - Urbain Audibert, botanico francese († 1846)
- 27 febbraio - Edward Hawkins, presbitero britannico († 1882)

## Marzo(15)
- 1º marzo - John Ramsay McCulloch, economista scozzese († 1864)
- 2 marzo - Mario Giuseppe Mirone, vescovo cattolico italiano († 1864)
- 2 marzo - Alessandro Racchetti, giurista italiano († 1854)
- 5 marzo - Francesco Cherubini, filologo e editore italiano († 1851)
- 6 marzo - Joseph Wattmann, chirurgo austriaco († 1866)
- 7 marzo - Michel Martin Drolling, pittore francese († 1851)
- 8 marzo - Miguel Barragán, generale e politico messicano († 1836)
- 10 marzo - Manuel de la Peña y Peña, politico messicano († 1850)
- 12 marzo - Vincenzo Menchi, vescovo cattolico italiano († 1847)
- 14 marzo - Josef Schlotthauer, pittore tedesco († 1869)
- 16 marzo - Francis Rawdon Chesney, generale britannico († 1872)
- 16 marzo - Hibetullah Sultan, principessa ottomana († 1841)
- 16 marzo - Georg Ohm, fisico e matematico tedesco († 1854)
- 29 marzo - Luigi Fransoni, arcivescovo cattolico italiano († 1862)
- 30 marzo - Grégoire Louis Domeny de Rienzi, geografo e esploratore francese († 1843)

## Aprile(18)
- 1º aprile - Louis-Charles-Auguste Couder, pittore francese († 1873)
- 7 aprile - Luigi Cossa, incisore e medaglista italiano († 1867)
- 7 aprile - Alberto La Marmora, generale, naturalista e cartografo italiano († 1863)
- 10 aprile - Amalia Luisa di Arenberg, nobile tedesca († 1823)
- 11 aprile - August Twesten, teologo tedesco († 1876)
- 12 aprile - Bartolomeo Bozanich, vescovo cattolico dalmata († 1854)
- 12 aprile - Antonio Maria Gianelli, vescovo cattolico italiano († 1846)
- 15 aprile - Woldemar von Hanneken, generale prussiano († 1849)
- 15 aprile - Diego Noboa, politico ecuadoriano († 1870)
- 19 aprile - Martin Hamuljak, attivista, linguista e giornalista slovacco († 1859)
- 20 aprile - Pakubuwono VIII, sovrano indonesiano († 1862)
- 22 aprile - Manuel Gómez Pedraza, politico e generale messicano († 1851)
- 23 aprile - Nicola Longo, medico e patriota italiano († 1877)
- 23 aprile - Antoine-François Varner, drammaturgo francese († 1854)
- 26 aprile - Matthias Numsen Blytt, botanico norvegese († 1862)
- 26 aprile - Luigi Chiarini, presbitero e orientalista italiano († 1832)
- 27 aprile - Pierre Boitard, botanico e geologo francese († 1859)
- 29 aprile - Carl Ludwig Frommel, pittore e incisore tedesco († 1863)

## Maggio(12)
- 4 maggio - Bianca Luisa Emilia Allier, nobildonna italiana († 1854)
- 4 maggio - Alexandre Gendebien, politico e avvocato belga († 1869)
- 4 maggio - Angelo Paggi, ebraista italiano († 1867)
- 4 maggio - Carlo Romanò, vescovo cattolico italiano († 1855)
- 5 maggio - Gustaf Vilhelm Gumaelius, presbitero, scrittore e politico svedese († 1877)
- 15 maggio - Giuseppe Bianchi, storico, abate e presbitero italiano († 1868)
- 20 maggio - Marcellin Champagnat, presbitero francese († 1840)
- 22 maggio - Minna Herzlieb, editrice tedesca († 1865)
- 23 maggio - Franz von Schlick, generale austriaco († 1862)
- 27 maggio - Lorenzo Simonetti, cardinale italiano († 1855)
- 28 maggio - Bernhard Severin Ingemann, scrittore danese († 1862)
- 31 maggio - Carlo Francesco Caccia, funzionario e politico italiano († 1863)

## Giugno(16)
- 4 giugno - Friedrich Boie, scienziato tedesco († 1870)
- 5 giugno - Franz von Hartig, politico e giornalista austriaco († 1865)
- 8 giugno - Massimina Rosellini Fantastici, scrittrice e poetessa italiana († 1859)
- 8 giugno - Sunwon di Joseon, regina coreana († 1857)
- 10 giugno - Adèle de Batz de Trenquelléon, religiosa francese († 1828)
- 15 giugno - Charles Joseph Hullmandel, litografo britannico († 1850)
- 17 giugno - Antoine IX de Gramont, nobile e generale francese († 1855)
- 18 giugno - John Carne, viaggiatore e scrittore inglese († 1844)
- 20 giugno - Friedrich Wilhelm Carové, filosofo tedesco († 1852)
- 20 giugno - Pietro I Moncada di Paternò, nobile e politico italiano († 1861)
- 24 giugno - Juan Bautista Cabral, militare argentino († 1813)
- 24 giugno - Silvio Pellico, scrittore, poeta e patriota italiano († 1854)
- 25 giugno - Giuseppe Francesco Agnelli, imprenditore italiano († 1865)
- 26 giugno - Heinrich Franz von Bombelles, diplomatico austriaco († 1850)
- 27 giugno - Friedrich Silcher, compositore tedesco († 1860)
- 30 giugno - Horace Vernet, pittore e fotografo francese († 1863)

## Luglio(11)
- 1º luglio - Francisco Javier Mina, avvocato e militare spagnolo († 1817)
- 3 luglio - Friedrich Overbeck, pittore tedesco († 1869)
- 5 luglio - Miguel Barreiro, politico uruguaiano († 1848)
- 5 luglio - Faddej Bulgarin, giornalista e scrittore polacco († 1859)
- 6 luglio - Maria Isabella di Borbone-Spagna, spagnola († 1848)
- 12 luglio - Georg Wilhelm Freyreiss, naturalista tedesco († 1825)
- 14 luglio - Isidore Taylor, drammaturgo, artista e filantropo francese († 1879)
- 14 luglio - Michail Nikolaevič Zagoskin, drammaturgo e scrittore russo († 1852)
- 19 luglio - John Martin, pittore, incisore e illustratore inglese († 1854)
- 20 luglio - Giovanni Milani, ingegnere italiano († 1862)
- 21 luglio - Vasil Evstatiev Aprilov, scrittore e patriota bulgaro († 1847)

## Agosto(19)
- 2 agosto - Johann Dössekel, avvocato, giudice e politico svizzero († 1853)
- 3 agosto - André Koechlin, ingegnere francese († 1875)
- 4 agosto - Roch-Ambroise Auguste Bébian, educatore francese († 1839)
- 6 agosto - Friedrich List, economista e giornalista tedesco († 1846)
- 6 agosto - Sebastiano Santi, pittore italiano († 1865)
- 9 agosto - Nicolas Bochsa, compositore e arpista francese († 1856)
- 9 agosto - Alessio Narbone, gesuita e storico italiano († 1860)
- 9 agosto - Giusto Recanati, cardinale e vescovo cattolico italiano († 1861)
- 13 agosto - Antonio Peteani, vescovo cattolico italiano († 1857)
- 14 agosto - Ferdinando Baldanzi, arcivescovo cattolico italiano († 1866)
- 16 agosto - Amos Kendall, politico statunitense († 1869)
- 16 agosto - Pierre-Roch Vigneron, pittore e litografo francese († 1872)
- 20 agosto - Abbas Mirza, principe persiano († 1833)
- 21 agosto - Augustin-Louis Cauchy, matematico e ingegnere francese († 1857)
- 25 agosto - John Miers, botanico e ingegnere inglese († 1879)
- 27 agosto - Giuseppe di Sassonia-Altenburg, duca († 1868)
- 28 agosto - Stefania di Beauharnais, sovrana tedesca († 1860)
- 31 agosto - Julija Fëdorovna Adlerberg, nobildonna russa († 1864)
- 31 agosto - Heinrich Christoph Wilhelm Sigwart, filosofo e logico tedesco († 1844)

## Settembre(15)
- 1º settembre - Marguerite di Blessington, scrittrice irlandese († 1849)
- 4 settembre - Charles Gaudichaud-Beaupré, botanico francese († 1854)
- 8 settembre - Robert Raymond Reid, politico statunitense († 1841)
- 9 settembre - William Cranch Bond, astronomo statunitense († 1859)
- 9 settembre - Menachem Mendel Schneersohn, filosofo, mistico e rabbino russo († 1866)
- 15 settembre - James Fenimore Cooper, scrittore statunitense († 1851)
- 18 settembre - Johann Eduard Simon, chimico e farmacista tedesco († 1856)
- 18 settembre - Ottavio Tupputi, generale, patriota e politico italiano († 1865)
- 20 settembre - Giorgio II di Waldeck e Pyrmont, sovrano tedesco († 1845)
- 22 settembre - Rodolphe de Maistre, generale italiano († 1866)
- 27 settembre - René François Rohrbacher, storico francese († 1856)
- 28 settembre - Richard Bright, medico inglese († 1858)
- 28 settembre - Giuseppe Grosso Cacopardo, avvocato, storico e letterato italiano († 1858)
- 28 settembre - Luisa Carolina d'Assia-Kassel, nobildonna († 1867)
- 29 settembre - Peter Joseph Lenné, architetto del paesaggio tedesco († 1866)

## Ottobre(25)
- 2 ottobre - Charles John Beckwith, generale britannico († 1862)
- 3 ottobre - Henry Pottinger, militare, politico e nobile britannico († 1856)
- 5 ottobre - William Scoresby, esploratore e scienziato britannico († 1857)
- 6 ottobre - Francesco Giovanni Ricci, banchiere e politico italiano († 1856)
- 8 ottobre - Nikolaj Vasil'evič Dolgorukov, nobile e diplomatico russo († 1872)
- 8 ottobre - William Swainson, ornitologo, entomologo e artista inglese († 1855)
- 11 ottobre - Elena Pavlovna Dolgorukaja, nobile russa († 1870)
- 12 ottobre - Jacques-Étienne Bérard, fisico francese († 1869)
- 13 ottobre - Joséphine Fodor, soprano francese († 1870)
- 14 ottobre - Carlo Giuseppe Bertero, medico, botanico e fisico italiano († 1831)
- 14 ottobre - Constant van Crombrugghe, presbitero fiammingo († 1865)
- 15 ottobre - Cesare De Laugier de Bellecour, generale italiano († 1871)
- 15 ottobre - William Christopher Zeise, chimico danese († 1847)
- 16 ottobre - Salvatore Portal, naturalista e botanico italiano († 1854)
- 20 ottobre - Enrico LXVII di Reuss-Gera, nobile tedesco († 1867)
- 21 ottobre - Charles Robert Cureton, militare britannico († 1848)
- 23 ottobre - George Bridgeman, II conte di Bradford, nobile inglese († 1865)
- 24 ottobre - Michel Félix Dunal, docente, botanico e micologo francese († 1856)
- 25 ottobre - Carlos María de Alvear, militare e politico argentino († 1852)
- 25 ottobre - Heinrich Schwabe, astronomo tedesco († 1875)
- 26 ottobre - Josef Mayseder, violinista e compositore austriaco († 1863)
- 28 ottobre - John Pennycuick, militare britannico († 1849)
- 30 ottobre - Hiram Bingham I, missionario statunitense († 1869)
- 30 ottobre - Luisa Carlotta di Danimarca, principessa danese († 1864)
- 31 ottobre - Tommaso Sgricci, poeta e attore teatrale italiano († 1836)

## Novembre(7)
- 8 novembre - Georg Brunsig von Brun, generale prussiano († 1858)
- 9 novembre - Thomas Ignatius Maria Forster, astronomo, naturalista e medico britannico († 1860)
- 9 novembre - Giuseppe Frezzolini, basso italiano († 1861)
- 11 novembre - Pietro Tenerani, scultore italiano († 1869)
- 17 novembre - Anton Friedrich Hohl, medico tedesco († 1862)
- 21 novembre - Cesare Balbo, nobile, patriota e politico italiano († 1853)
- 22 novembre - Jacopo Pirona, abate, scrittore e linguista italiano († 1870)

## Dicembre(22)
- 2 dicembre - Pavel Christoforovič Grabbe, generale russo († 1875)
- 3 dicembre - Zinaida Aleksandrovna Belosel'skaja, poetessa e scrittrice russa († 1862)
- 4 dicembre - Micurà de Rü, presbitero e linguista austriaco († 1847)
- 8 dicembre - József Hild, architetto ungherese († 1867)
- 10 dicembre - Antonio Salvotti, magistrato austriaco († 1866)
- 13 dicembre - Giovanni Paolo Lasinio, incisore e pittore italiano († 1855)
- 14 dicembre - Federico IV di Salm-Kyrburg, principe tedesco († 1859)
- 14 dicembre - Maria Szymanowska, pianista e compositrice polacca († 1831)
- 15 dicembre - Carlos Soublette, militare e politico venezuelano († 1870)
- 17 dicembre - Clement Comer Clay, politico statunitense († 1866)
- 18 dicembre - Konstantin d'Aspre, generale austriaco († 1850)
- 19 dicembre - Louis Rendu, vescovo cattolico italiano († 1858)
- 21 dicembre - John Norvell, editore e politico statunitense († 1850)
- 22 dicembre - Alfredo, X duca di Croÿ, duca († 1861)
- 22 dicembre - Levi Woodbury, giurista e politico statunitense († 1851)
- 24 dicembre - Raffaele Purpo, vescovo cattolico italiano († 1876)
- 25 dicembre - August von Goethe, scrittore tedesco († 1830)
- 26 dicembre - Geltrude Righetti, contralto italiano († 1862)
- 27 dicembre - Juan de Jesús Ayala y García, presbitero e politico dominicano († 1879)
- 27 dicembre - Giovan Francesco Pugliese, economista, storico e giurista italiano († 1855)
- 28 dicembre - Thomas Ewing, avvocato e politico statunitense († 1871)
- 31 dicembre - Francesco Tubi, politico italiano († 1849)

## Senza giorno specificato(32)
- Antonio Alcalá Galiano, scrittore spagnolo († 1865)
- Jakob Alt, pittore tedesco († 1872)
- Saartjie Baartman, sudafricana († 1815)
- Joseph Bosworth, filologo e linguista inglese († 1876)
- Frédéric Bérard, medico e filosofo francese († 1828)
- Andrea Caraffa, matematico e fisico italiano († 1845)
- Costanzio II di Costantinopoli, arcivescovo ortodosso greco († 1859)
- Claude Dubufe, pittore francese († 1864)
- Agustín Durán, scrittore spagnolo († 1862)
- José Fernández Madrid, politico colombiano († 1830)
- Ottavio Ferrari, politico italiano († 1852)
- Gamzat-bek, imam russo († 1834)
- Gaspare Grandi, politico italiano († 1856)
- Emanuele Grasso, pittore italiano († 1853)
- Kamran Shah Durrani, militare afghano († 1842)
- Guglielmo Lochis, politico italiano († 1859)
- Fortunato Luzzi, avvocato e rivoluzionario italiano († 1823)
- Carlo Mazziotta, patriota italiano († 1822)
- William Henry Miller, politico inglese († 1848)
- Bernardo de Monteagudo, politico, militare e rivoluzionario argentino († 1825)
- Samuel B. Moore, politico statunitense († 1846)
- Pietro Giovanni Parolini, compositore italiano († 1875)
- Ibrāhīm Pascià, generale e politico egiziano († 1848)
- Antoine-Claude Pasquin Valéry, scrittore francese († 1847)
- Francesco Peverelli, architetto italiano († 1854)
- Carmelo Pugliatti, ginecologo italiano († 1854)
- Jean-Sébastien Rouillard, pittore francese († 1852)
- Giuseppe Sabbioni, storico italiano († 1874)
- Harriet Elizabeth Savill, attrice teatrale inglese († 1857)
- Salomon Steinheim, filosofo e poeta tedesco († 1866)
- Kyra Vassiliki, greca († 1834)
- Mehmet Esad Efendi, storico ottomano († 1848)